# Rio Milk
O rio Milk é um afluente do Rio Missouri que nasce nas Montanhas Rochosas, a leste do Parque Nacional Glacier. Tem um comprimento de 1173 km. Foi descrito na expedição de Lewis e Clark do seguinte modo:
« the water of this river possesses a peculiar whiteness, being about the colour of a cup of tea with the admixture of a tablespoonfull of milk. from the colour of its water we called it Milk river. »
O Milk é o principal afluente mais a norte do Missouri, e representa aproximadamente o ponto mais a norte da bacia do rio Mississippi.